# Pistoriusscher Brennapparat

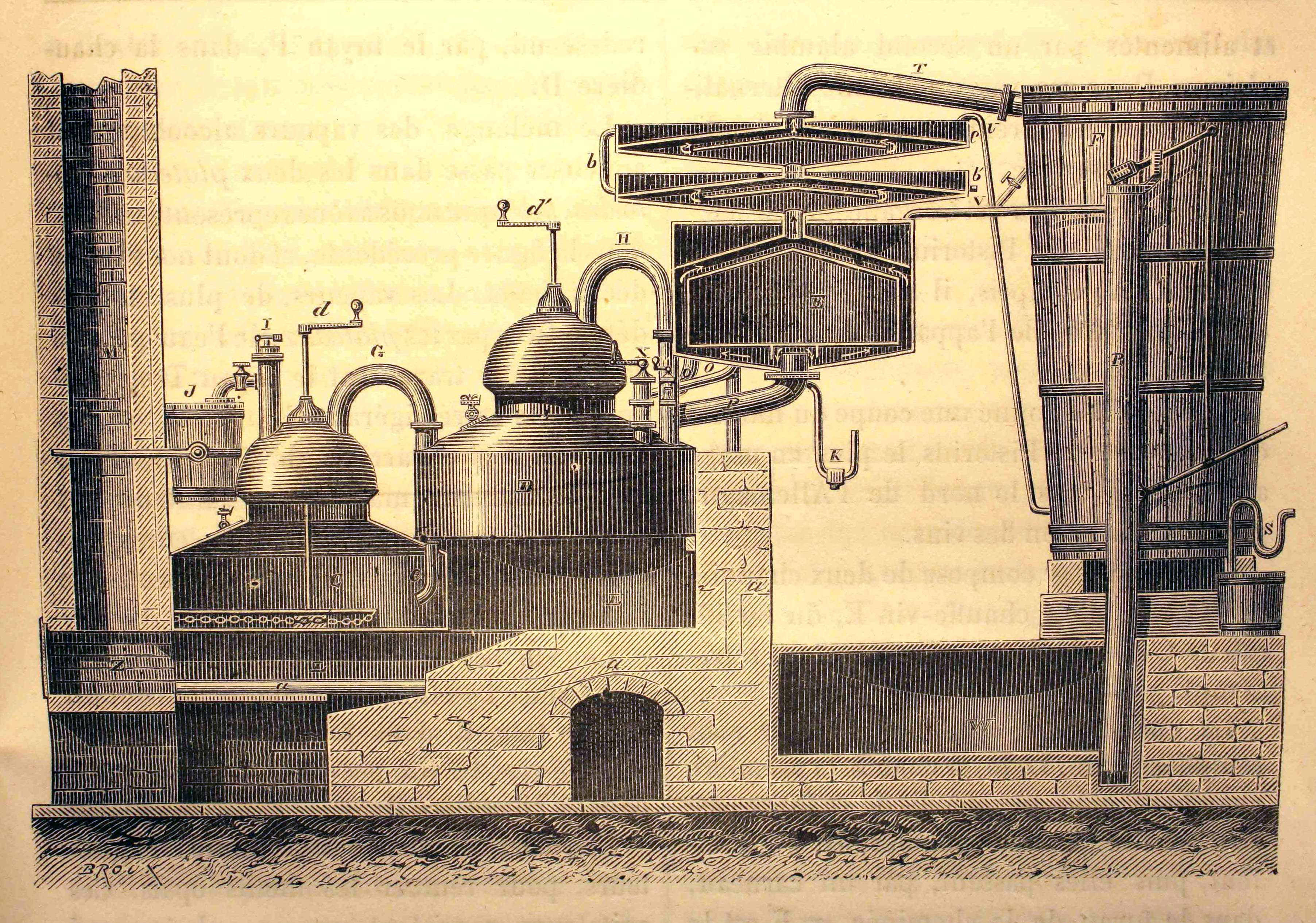
Schnitt durch einen Pistoriusschen Apparat, Dephlegmator mit zwei Pistoriusbecken.

Der Pistoriussche Brennapparat, eine bedeutende Erfindung des frühen 19. Jahrhunderts, revolutionierte die Spirituosenherstellung in Preußen und darüber hinaus. Entwickelt von Johann Heinrich Leberecht Pistorius (1777–1858), ermöglichte dieser Apparat die effiziente Produktion von hochprozentigem Alkohol, insbesondere aus Kartoffeln. Die Erfindung entstand im Kontext der sich wandelnden landwirtschaftlichen und industriellen Verhältnisse Preußens nach den Napoleonischen Kriegen. Der Pistoriussche Brennapparat zeichnete sich durch innovative Merkmale aus, die die Prozesse der Maischevorwärmung, Rektifikation und Dephlegmation vereinten und somit die Herstellung von 60- bis 80-prozentigem Alkohol in einem einzigen Destillationsvorgang ermöglichten.

## Entstehungskontext
Der Pistoriussche Brennapparat entstand im frühen 19. Jahrhundert im Kontext der sich wandelnden landwirtschaftlichen und industriellen Verhältnisse in Preußen. Johann Heinrich Leberecht Pistorius entwickelte diesen revolutionären Apparat zur Herstellung von hochprozentigem Alkohol aus Kartoffeln.
Der historische Hintergrund für diese Erfindung war geprägt von den Nachwirkungen der Napoleonischen Kriege und den damit einhergehenden wirtschaftlichen und sozialen Umwälzungen. Die Niederlage Preußens gegen Napoleon 1806 hatte den Weg für tiefgreifende Reformen geebnet, die das überkommene absolutistische Staats- und Wirtschaftsgefüge aufbrachen und eine Entwicklung hin zu einer liberalkapitalistisch-bürgerlichen Gesellschaft einleiteten.
In diesem Umfeld der wirtschaftlichen Neuorientierung spielte die Kartoffel eine zentrale Rolle. Ursprünglich im 18. Jahrhundert als Mittel gegen Hungersnöte eingeführt, hatte sich die Kartoffel schnell als ertragreiche Nutzpflanze etabliert. Sie erbrachte einen zehnfach höheren Hektarertrag an Nährstoffen im Vergleich zu traditionellem Getreide und stellte geringere Ansprüche an die Bodenqualität.
Pistorius, der zu dieser Zeit als Kaufmann und Branntweinbrenner in Berlin tätig war, erkannte das Potenzial der Kartoffel für die Spirituosenherstellung. Er wohnte in der Neuen Königstraße 30, in einem Gebiet, das noch von Weinbergen, Scheunen und Gärten geprägt war. In dieser Umgebung, die den Übergang von ländlichen zu städtischen Strukturen widerspiegelte, begann Pistorius mit seinen Experimenten zur Verbesserung des Brennvorgangs.
Am 18. Oktober 1816 reichte Pistorius einen Antrag beim preußischen Finanzministerium ein, in dem er um ein 15-jähriges Patent für seine Erfindung bat. Er beschrieb seine Maschine als von „größter Wichtigkeit“ für die Branntweinbrennerei und legte detaillierte Beschreibungen und Abbildungen bei. Ein zentrales Anliegen Pistorius’ war es, die Entstehung von Fuselöl zu verhindern, weshalb er in seinem Antrag von einer „Entfuselungs-Maschine“ sprach. Nach mehrmonatiger Prüfung erhielt Pistorius am 21. März 1817 schließlich das Patent für seinen Brennapparat. Das Patent gewährte ihm das „ausdrückliche Recht zur Anwendung und Fertigung eines eigenthümlichen Brenn-Apparats“. Diese Erfindung sollte sich als bahnbrechend für die Spirituosenherstellung erweisen.
Der Pistoriussche Brennapparat zeichnete sich durch mehrere innovative Merkmale aus. Er bestand aus zwei Blasen, einem Maischevorwärmer (wobei die zweite Blase ebenfalls diese Funktion erfüllte), einem Beckenapparat und einer schlangenförmigen Kühlvorrichtung. Dieses System ermöglichte es, die bei einer bestimmten Temperatur gegorene zuckerhaltige Maische aus zerkleinerten Kartoffelstücken weiter zu erhitzen, sodass bei 78 °C der siedende Alkohol mit Wasserdämpfen abging. Diese Dämpfe wurden dann abgekühlt und verdichtet, wodurch eine wässrige Alkohollösung entstand, die nochmals destilliert wurde.
Der entscheidende Vorteil des Pistoriusschen Brennapparats lag in seiner Fähigkeit, 60- bis 80-prozentigen Alkohol herzustellen. Dies stellte einen erheblichen Fortschritt gegenüber früheren Methoden dar, die oft mehrfache Destillationsvorgänge erforderten, um hochprozentigen Spiritus zu erzeugen. Zudem vereinte der Apparat die Prozesse der Maischevorwärmung, Rektifikation und Dephlegmation, was ihn deutlich effizienter machte als die einfachen, nur aus Blase und Kühler bestehenden Destillationsanlagen.
Die Einführung des Pistoriusschen Brennapparats hatte weitreichende Folgen für die preußische Landwirtschaft und Wirtschaft. Pistorius selbst nutzte seine Erfindung, um 1821 das Rittergut Weißensee zu erwerben und es zu einem Mustergut für den Kartoffelanbau und die Branntweinproduktion auszubauen. In kurzer Zeit verbreitete sich der Apparat in der ganzen Provinz Brandenburg und revolutionierte die Landwirtschaft. Gutsbesitzer und Domänenpächter konnten durch die effizientere Spirituosenproduktion zusätzliche Einnahmen generieren, die sie oft in den Ausbau ihrer Brennereien investierten. Die Auswirkungen dieser Entwicklung waren beträchtlich. Bis 1831 gab es in der Provinz bereits mehr als 1400 Brennereien. Der preußisch-deutsche Spiritus eroberte den Weltmarkt, und Berlin entwickelte sich zum Hauptsitz des Spirituosenhandels. Diese wirtschaftliche Dynamik trug zur Transformation der ländlichen Gebiete bei und förderte die Industrialisierung der Landwirtschaft.
Trotz des großen Erfolgs seiner Erfindung musste Pistorius in den folgenden Jahren einen umfangreichen Briefwechsel mit dem Ministerium führen, um die unberechtigte Nutzung seines Patents zu unterbinden. Insbesondere die Kupferschmiede Gebrüder Henniger aus der Jerusalemer Straße in Berlin wurden wiederholt des Nachbaus und Verkaufs des Brennapparats beschuldigt.

## Aufbau und Funktionsweise
Der Apparat zeichnete sich durch seine revolutionäre Konstruktion aus, die mehrere Prozesse der Spirituosenherstellung in einem einzigen Gerät vereinte. Er kombinierte die Maischevorwärmung, Rektifikation und Dephlegmation, was einen erheblichen Fortschritt gegenüber den herkömmlichen Destillationsverfahren darstellte, die lediglich aus einer einfachen Blase und einem Kühler bestanden. Ein zentrales Element des Pistoriusschen Brennapparats war der Dephlegmator, der die Produktion von Branntwein erheblich vereinfachte und kostengünstiger gestaltete. Diese Innovation ermöglichte es, hochprozentigen Spiritus in einem einzigen Destillationsvorgang zu erzeugen, während zuvor mehrere Wiederholungen des Prozesses erforderlich waren.
Die Funktionsweise des Apparats basierte auf dem Prinzip der kontinuierlichen Destillation. Dies bedeutete, dass der Brennvorgang ununterbrochen ablaufen konnte, was zu einer deutlichen Steigerung der Produktionseffizienz führte. Der Apparat war in der Lage, die Maische, also die vergorene Flüssigkeit aus Kartoffeln, kontinuierlich zu verarbeiten und dabei hochprozentigen Alkohol zu gewinnen.
Ein weiterer wichtiger Aspekt des Pistoriusschen Brennapparats war seine Fähigkeit, die Entstehung von Fuselölen zu verhindern. Pistorius selbst bezeichnete seine Erfindung in seinem Patentantrag als „Entfuselungs-Maschine“. Diese Eigenschaft trug wesentlich zur Verbesserung der Qualität des produzierten Branntweins bei.
Die Effizienz und Effektivität des Pistoriusschen Brennapparats führten zu seiner schnellen Verbreitung und Etablierung in der Spirituosenindustrie. Seine Einführung hatte weitreichende Auswirkungen auf die landwirtschaftliche Praxis in Brandenburg, da sie die Umstellung auf die Kartoffel als Hauptrohstoff für die Branntweinproduktion förderte.
Die technische Überlegenheit des Pistoriusschen Brennapparats legte den Grundstein für die rasche Entwicklung der Spiritusbrennerei in Preußen und darüber hinaus. Sie ermöglichte es dem preußisch-deutschen Sprit, den Weltmarkt zu erobern, und machte Berlin zum Zentrum des Spiritushandels. Die Bedeutung des Pistoriusschen Brennapparats ging über die reine Spirituosenherstellung hinaus. Seine Erfindung förderte auch die Entwicklung anderer technischer Innovationen. So beauftragte Pistorius beispielsweise den jungen Schlossermeister Heinrich Ferdinand Eckert mit der Anpassung englischer und amerikanischer Schwingpflüge an die leichten Böden der Region, was zur Verbesserung der landwirtschaftlichen Praktiken beitrug.

## Bedeutung und Auswirkungen
Der Pistoriussche Brennapparat, eine bedeutende Erfindung des frühen 19. Jahrhunderts, hatte weitreichende Auswirkungen auf die Spirituosenproduktion und die sozioökonomische Entwicklung in Deutschland. Diese Destillationsanlage ermöglichte die effiziente Herstellung von hochprozentigem Alkohol, insbesondere aus Kartoffelmaische, mit einem Alkoholgehalt von 60 bis 80 Prozent. Die daraus resultierende Effizienzsteigerung in der Spirituosenproduktion führte zu einer erheblichen Kostensenkung bei der Herstellung von Branntwein. In einigen Regionen des Deutschen Reiches sanken die Preise für Kartoffelschnaps um bis zu 50 Prozent, was den Branntwein für breite Bevölkerungsschichten erschwinglich machte und das Konsumverhalten nachhaltig veränderte.
Der Erfolg des Pistoriusschen Brennapparats bewirkte eine Umstellung in der landwirtschaftlichen Produktion, besonders in Brandenburg. Die Möglichkeit, Kartoffeln effizient zu Branntwein zu verarbeiten, führte zu einer Ausweitung des Kartoffelanbaus, was wiederum die Agrarstruktur und die ländliche Ökonomie beeinflusste. Die erhöhte Verfügbarkeit und Erschwinglichkeit von Branntwein hatte auch gesellschaftliche Auswirkungen. Der leichtere Zugang zu hochprozentigem Alkohol führte zu einem Anstieg des Alkoholkonsums, insbesondere in den ärmeren Bevölkerungsschichten. Zeitgenössische Beobachter prägten den Begriff der „Branntweinpest“, um die wahrgenommenen Folgen des erhöhten Alkoholkonsums zu beschreiben.
Trotz der quantitativen Verbesserungen in der Produktion brachte der Pistoriussche Brennapparat auch qualitative Herausforderungen mit sich. Der aus Kartoffeln hergestellte Branntwein wies oft einen hohen Anteil an Fuselölen auf. Zudem konnte die Massenproduktion in einigen Fällen zur Verwendung verunreinigter Kessel führen, was potenzielle Qualitätsprobleme verursachte.
Die Auswirkungen des Pistoriusschen Brennapparats variierten regional. In den östlichen Provinzen Preußens, die als Zentren der Kartoffelschnapsproduktion galten, war der Einfluss besonders ausgeprägt. In diesen Gebieten blieb der Branntweinkonsum bis zur Reichsbranntweinsteuerreform von 1887 auf einem hohen Niveau.
Die durch den Pistoriusschen Brennapparat ausgelösten Veränderungen in der Spirituosenproduktion und im Konsumverhalten hatten langfristige Auswirkungen auf die deutsche Gesellschaft und Wirtschaft. Sie trugen zur Entstehung einer industriellen Alkoholproduktion bei und beeinflussten die Entwicklung der Agrar- und Gesundheitspolitik im 19. und frühen 20. Jahrhundert. Der Pistoriussche Brennapparat markiert somit einen Wendepunkt in der Geschichte der Spirituosenproduktion und des Alkoholkonsums in Deutschland, dessen Folgen weit über den technischen Bereich hinausreichten.

## Kritik und Weiterentwicklung
Trotz des großen Erfolgs des Pistoriusschen Brennapparats gab es auch Kritik und unerlaubte Nachahmungen. Pistorius führte über Jahre hinweg einen umfangreichen Briefwechsel mit dem Ministerium, um die unberechtigte Nutzung seiner Erfindung zu unterbinden. Besonders die Kupferschmiede Gebrüder Henniger aus Berlin wurden wiederholt als Nachahmer genannt, die den Brennapparat im größeren Umfang nachbauten und verkauften.
Die Weiterentwicklung des Pistoriusschen Brennapparats wurde von verschiedenen Faktoren beeinflusst. Zum einen gab es kontinuierliche Verbesserungen durch Pistorius selbst, der seine Erfindung stetig optimierte. Zum anderen trugen auch andere Erfinder und Techniker zur Weiterentwicklung bei. Friedrich Wilhelm von Luedersdorff beispielsweise veröffentlichte 1837 eine „zweite Auflage“ von Pistorius’ ursprünglichem Werk, die jedoch eine komplette Neuschöpfung darstellte und die neuesten Entwicklungen in der Brennereitechnik berücksichtigte.
Ein wichtiger Aspekt der Weiterentwicklung war die Anpassung des Apparats an verschiedene Rohstoffe. Während anfänglich vor allem Getreide zur Spiritusherstellung verwendet wurde, gewann die Kartoffel als Ausgangsstoff zunehmend an Bedeutung. Die Kartoffel gedieh gut auf den leichten und sandigen Böden Preußens und wurde zu einem wichtigen Faktor in der Spiritusproduktion.
Die Verbreitung und Weiterentwicklung des Pistoriusschen Brennapparats hatte auch weitreichende ökonomische und soziale Folgen. Sie trug maßgeblich dazu bei, dass Berlin zum Zentrum des Spiritushandels wurde und die preußisch-deutsche Spiritusindustrie eine führende Position auf dem Weltmarkt einnehmen konnte.
Interessanterweise beschränkte sich Pistorius’ Innovationsgeist nicht nur auf die Brennereitechnik. Er engagierte sich auch in der Landwirtschaft und beauftragte den jungen Schlossermeister Heinrich Ferdinand Eckert mit der Anpassung englischer und amerikanischer Schwingpflüge an die leichten Böden der Region. Dies zeigt, wie technologische Innovationen in verschiedenen Bereichen sich gegenseitig beeinflussten und vorantrieben.